# 圓尾櫛鱗鰨
圓尾櫛鱗鰨為輻鰭魚綱鰈形目鰨亞目鰨科的其中一種，棲息深度15-28公尺，分布於中太平洋斐濟至法屬波里尼西亞海域，體長可達7.3公分，棲息在沙石底質的大陸坡，生活習性不明。